# 990-е годы
990-е (девятьсо́т девяно́стые) го́ды по юлианскому календарю — промежуток времени с 1 января 990 года по 31 декабря 999 года, включающий 990 год 9-го десятилетия   и с 991 по 999 годы    10-го десятилетия X века 1-го тысячелетия.  Они закончились 1026 лет назад.

## Важнейшие события
- Разгром Владимиром печенегов (левобережных) на реке Суле. Владимир, узнав о приготовлениях печенегов к набегу на Киев, выступил с дружиной, не дожидаясь нападения, и разбил их. Первый предупредительный оборонительный поход. С 992 по 997 гг. нападения происходили многократно, но были отбиты.
- Торжественное открытие Владимиром церкви Успения Богородицы[1], которой он отдаёт «десятую часть от богатств своих и своих городов». Он назначает в неё священников, прибывших из Корсуни, и распоряжается захоронить в ней прах Ольги (бабки Владимира), впоследствии причисленной к лику святых.
- Победа греков во главе с Никифором Ураном над болгарами у Фермопил (996 год).